# Aleksander Jagiełło
Ne doit pas être confondu avec Alexandre Jagellon.
Aleksander Jagiełło, né le 2 février 1995 à Varsovie, est un footballeur professionnel polonais. Il occupe actuellement le poste de milieu de terrain au Górnik Łęczna.

## Biographie

### Formation au Legia Varsovie
Pur produit du centre de formation du Legia Varsovie, Aleksander Jagiełło fait ses classes avec le club de la capitale dès ses cinq ans, avant d'intégrer l'équipe réserve à l'été 2011. Lors de sa première saison en Młoda Ekstraklasa, il joue quinze matches au sein d'une équipe qui écrase la concurrence et remporte le championnat. Jagiełło commence la saison suivante de la même manière, jusqu'à ce qu'une grave blessure l'éloigne des terrains durant de longs mois.

### Débuts professionnels et premier titre
Le 2 février 2013, alors qu'il vient de devenir majeur, il signe son premier contrat professionnel, d'une durée de deux ans. De retour à la compétition en mars 2013, le Polonais fait la navette entre la réserve et le groupe professionnel. Le 26 mars, il joue son premier match avec les pros, en quart de finale retour de Coupe de Pologne contre l'Olimpia Grudziądz, alors que son club a fait le plus gros du travail lors de la manche aller. De nouveau appelé au tour suivant, il dispute la demi-finale aller contre le Ruch Chorzów, puis la finale aller face au Śląsk Wrocław le 2 mai. Le 8 mai à la Pepsi Arena, il reçoit la médaille de vainqueur, alors qu'il n'a toujours pas joué en championnat.
En juin 2013, il est prêté au Podbeskidzie Bielsko-Biała, maintenu de justesse en première division lors de la saison 2012-2013.

## Palmarès
- Vainqueur de la Coupe de Pologne : 2013